# أوبرا باريس
أوبرا باريس (بالفرنسية: Opéra de Paris ) هي مؤسسة عمومية فرنسية في باريس تديرها وزارة الثقافة الفرنسية. وتعد أهم دار أوبرا في فرنسا وتهدف إلى تمكين أكبر عدد ممكن من الناس من الاطلاع على الأعمال التراثية الغنائية والكورغرافية، بالإضافة إلى التشجيع على الخلق وعلى تقديم الأعمال المعاصرة. وهي تتوفر لهذا الغرض على قاعتين: قصر غارنييه (بالفرنسية: palais Garnier)‏ (الذي يحتضن باليه أوبرا باريس) وأوبرا الباستيل (بالفرنسية: opéra Bastille)‏.
من جهة أخرى تساهم أوبرا باريس الوطنية في التكوين المهني للفنانين في الغناء والرقص وفي تطوير أدائهم، بواسطة كل من «مركز التكوين في الفن الغنائي» و«مدرسة نانتير (Nanterre) للرقص».
كما أن قطاع التنشيط والجمهور الشاب لأوبرا باريس الوطنية يسطر لكل موسم برنامجا بيداغوجيا.

## تاريخ أوبرا باريس الوطنية
لقد كانت تعرف في البداية بأكاديمية الأوبرا، وقد تأسست الأكاديمية الملكية للموسيقى عام 1669 بتأثير من جان باتيست كولبير والذي كان وزيراً للاقتصاد في حكومة لويس الرابع عشر. وقد أسندت إليها مهمة نشر الأوبرا الفرنسية بين الجمهور، ليس فقط في باريس وإنما أيضا في المدن الفرنسية الأخرى. وقد كان يطلق عليها آنذاك اسم الأوبرا. وكانت تمول نفسها من خلال جمهورها، خلافاً للكوميديا الفرنسية التي كانت تحظى بتمويل ملكي. من جهة أخرى، غيرت الأكاديمية الملكية للموسيقى مكان عروضها ثلاث عشرة مرة خلال القرن الثامن عشر إلى أن تحولت خلال الثورة إلى «مسرح الفنون» المعروف اليوم بأوبرا باريس الوطنية. وقد احتلت عام 1875 قصر غارنيي ثم في عام 1990 أوبرا الباستيل.

## معرض صور

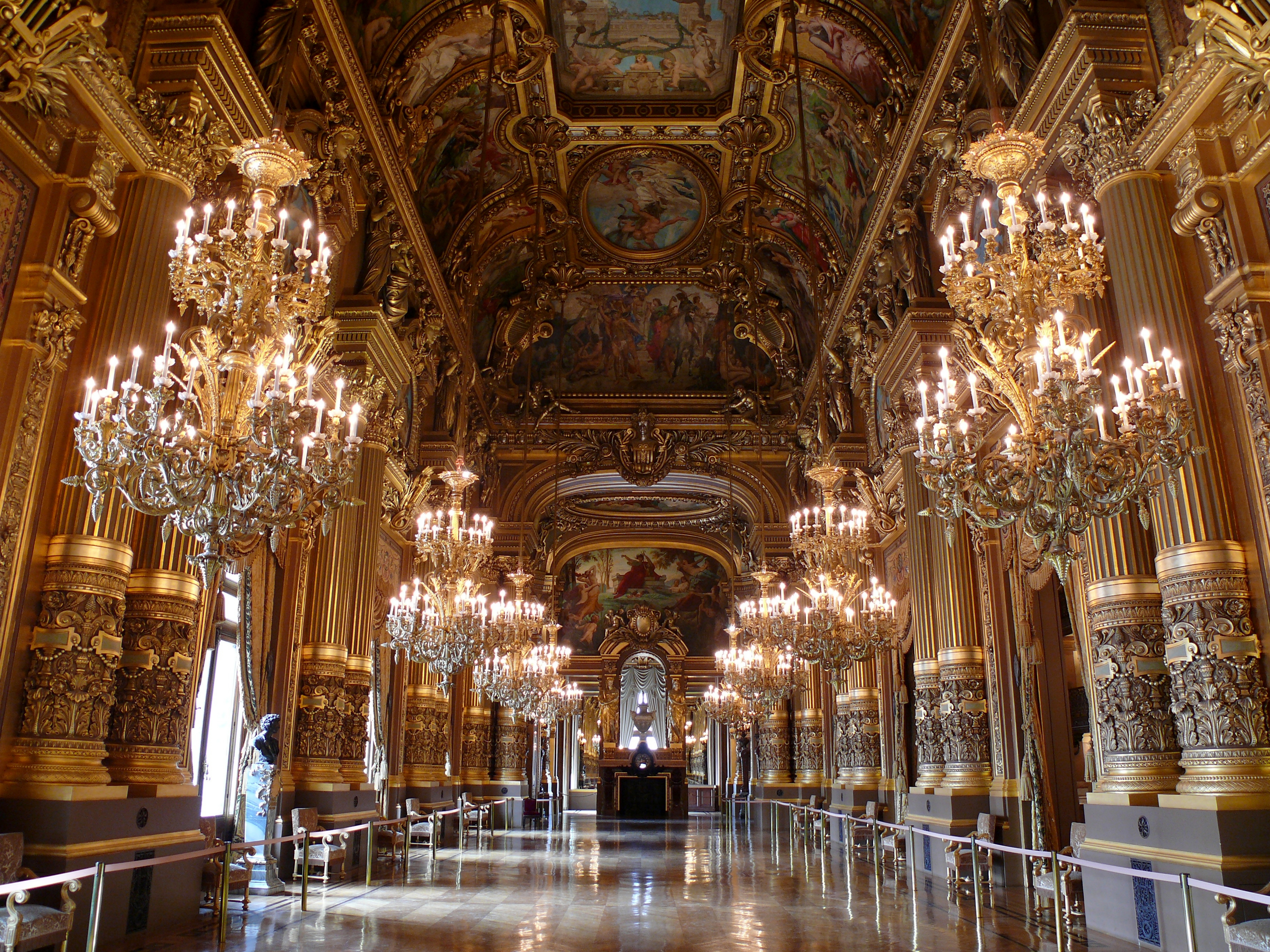
قصر غارنييه
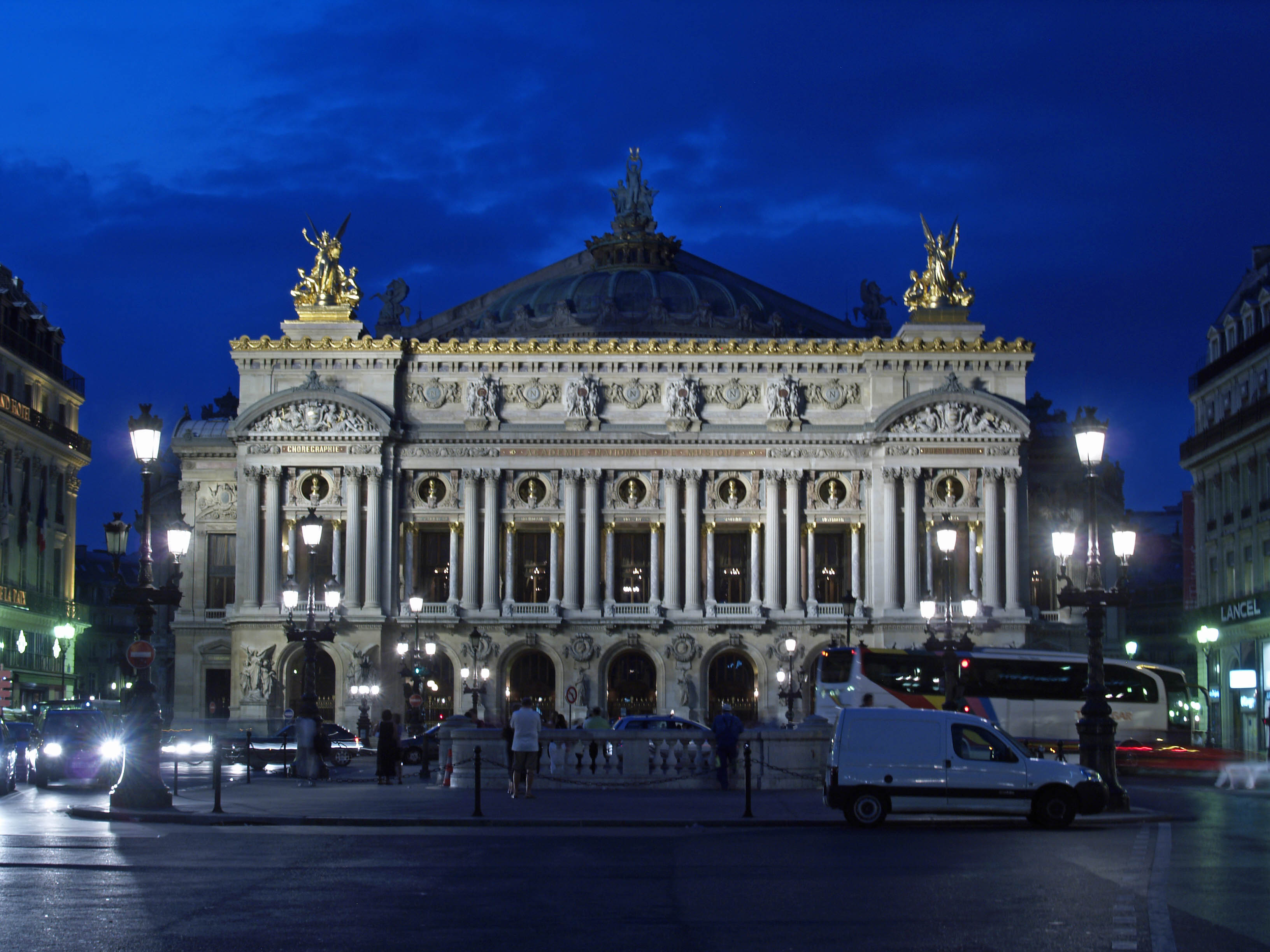
قصر غارنييه

## وصلة خارجية
- الموقع الرسمي